# 불가리아 항공
불가리아 항공(영어: Bulgaria Air)은 불가리아의 항공사로 허브 공항은 소피아 국제공항이 있으며 본사는 불가리아 소피아 소피아 국제공항에 위치해 있다.

## 역사
2002년 이전까지 불가리아를 대표하던 발칸 불가리아 항공(영어: Balkan Bulgarian Airlines)이 파산하자 불가리아 정부가 이를 인수해 국영 기업으로 회사를 설립했다. 같은 해 12월 소피아 ~ 파리 노선을 시작으로 본격적인 운항을 시작했다. 2006년 불가리아 정부가 민영화를 했다. 당시 불가리아 정부가 유럽 주요 항공사에 매각하고 싶어 한다는 소문이 돌기도 했으나 결국 헤무스 항공을 주축으로 한 불가리아 국내 자본이 항공사를 인수하는데 성공했다. 2008년 국제항공운송협회에 가입했다. 2010년 자회사인 헤무스 항공을 합병해 현재에 이르고 있다.

## 운항 노선
- 2012년 8월 기준으로 불가리아 항공은 다음과 같은 노선을 운항하고 있다.

### 코드쉐어 협정
- 불가리아 항공은 다음과 같은 항공사와 코드쉐어 협정을 체결하고 있다.[1]

| - KLM (스카이팀) - TAROM (스카이팀) - 아에로플로트 (스카이팀) - 알리탈리아 항공 (스카이팀) - 에게 항공 (스타 얼라이언스) - 에어 세르비아 - 에어 프랑스 (스카이팀) - 이베리아 항공 (원월드) - 카타르 항공 (원월드) | - 키프로스 항공 |

### 인터라인 협정
- 불가리아 항공은 다음과 같은 항공사와 인터라인 협정을 체결하고 있다.[1]

| - LOT 폴란드 항공 (스타 얼라이언스) - S7 항공 (원월드) - 걸프 에어 - 대한항공 (스카이팀) - 로얄 요르단 항공 (원월드) - 루프트한자 (스타 얼라이언스) - 말레이시아 항공 (원월드) - 에어 아스타나 - 유나이티드 항공 (스타 얼라이언스) - 중동항공 (스카이팀) | - 터키항공 (스타 얼라이언스) - 플라이두바이 - 한 에어 |

## 보유 기종
- 2012년 8월 기준으로 불가리아 항공은 다음과 같은 기종을 보유하고 있으며 평균 기령은 12.7년이다.[2][3]

## 사진

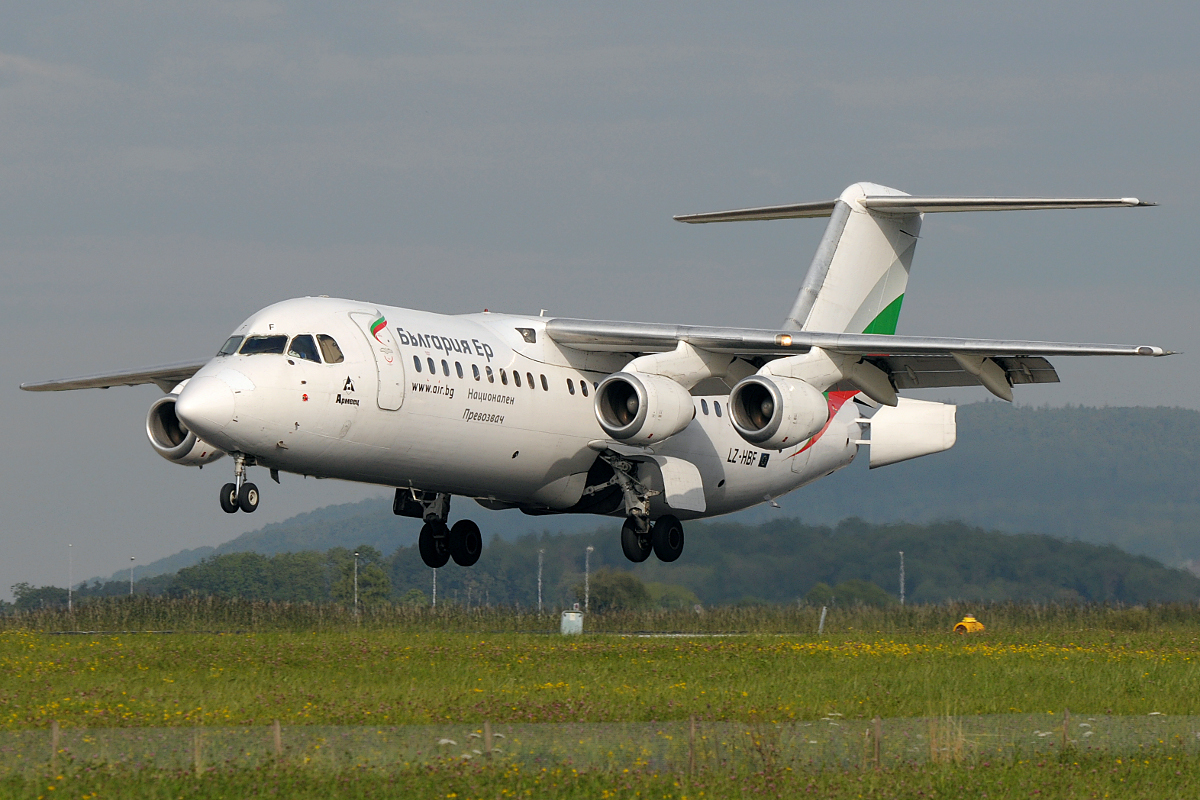
불가리아 항공의 BAE 146-300
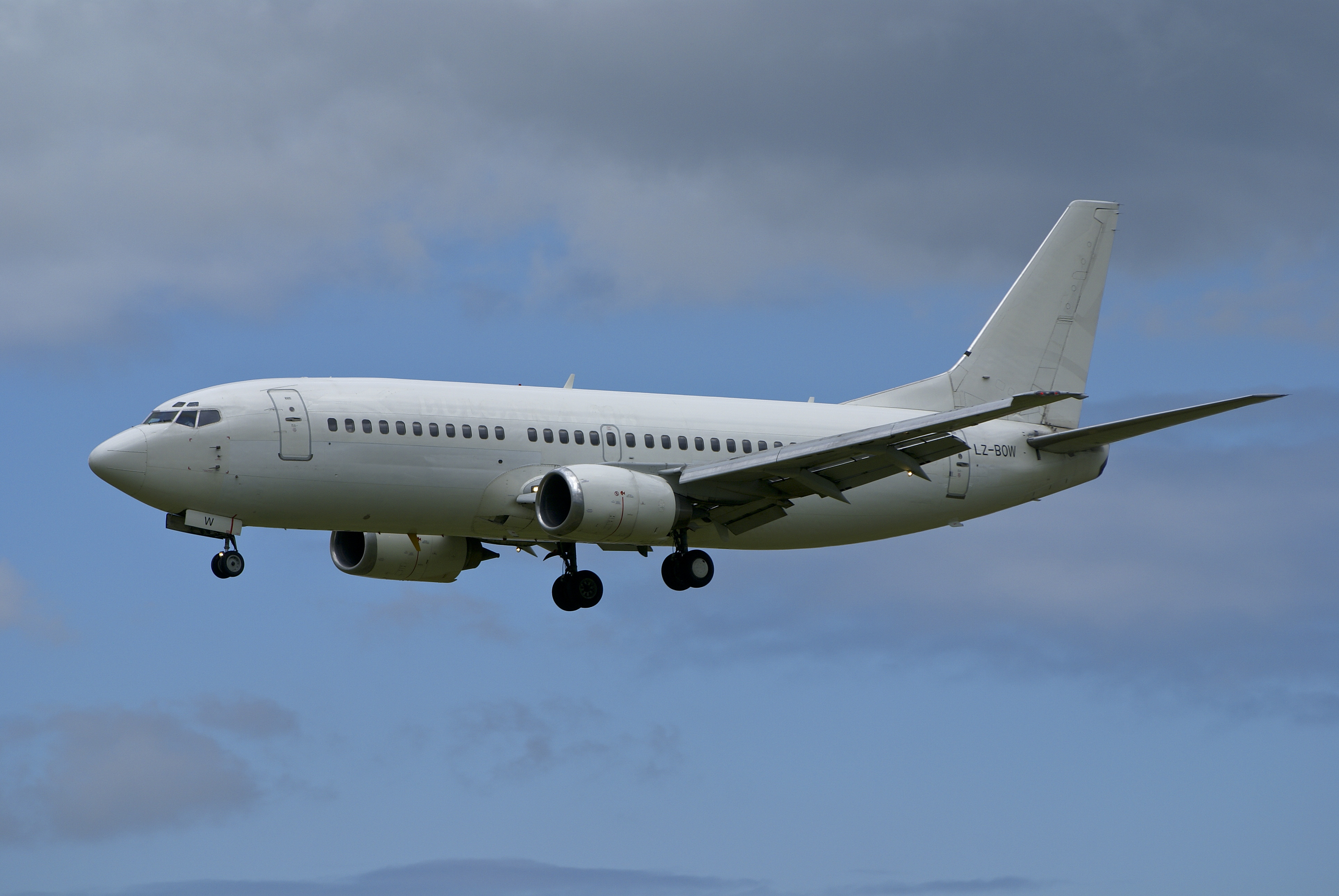
불가리아 항공의 보잉 737-300
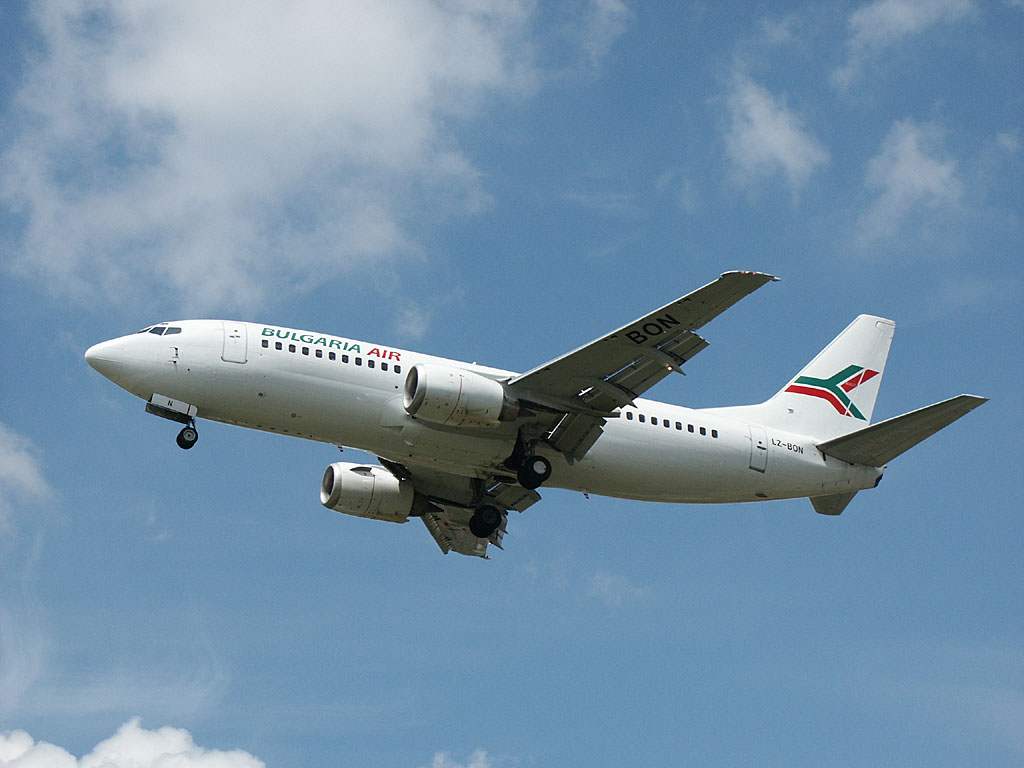
불가리아 항공의 보잉 737-400